# Sanne
Sanne (nep. सान्ने) – gaun wikas samiti we wschodniej części Nepalu w strefie Kośi w dystrykcie Dhankuta. Według nepalskiego spisu powszechnego z 2001 roku liczył on 795 gospodarstw domowych i 4245 mieszkańców (2162 kobiet i 2083 mężczyzn).